# 犯罪心理学教授・兼坂守の捜査ファイル
『犯罪心理学教授・兼坂守の捜査ファイル』（はんざいしんりがくきょうじゅ・かねさかまもるのそうさファイル）は、2014年から2015年までテレビ朝日系「土曜ワイド劇場」で放送されたテレビドラマシリーズ。全2回。主演は小林稔侍。

## 登場人物

### 主人公と相棒
兼坂守
演 - 小林稔侍
帝東大学文学部心理学科兼坂守研究室の教授。科捜研の心理捜査官をしていたが、12年前に警察を辞め大学で教鞭を執る。河原が殉職したのは自分のせいだと責め、みのりに仕送りをしていた（第1作）。
河原みのり
演 - 佐津川愛美（幼少期：今井風花）
警視庁捜査一課の新米刑事。河原遼一の娘。波多野警視副総監に捜査一課に配属される。

### 警視庁捜査一課 加藤班
二宮恭助
演 - 黄川田将也
刑事。
継田総平
演 - 橋本一郎
刑事。
田村沙織
演 - 矢田亜希子（第2作）
警部補。5年ぶりに加藤班のメンバーとして召集される。
加藤光太郎
演 - 板尾創路
警部。兼坂はかつて世話になった先輩でみのりを帝東大学に連れて行き紹介する（第1作）。

### その他
河原遼一
演 - 中原丈雄
警視庁捜査一課の元刑事。みのりの父。12年前、殺人犯の阿南宏哉を尋問中に阿南の虚偽情報で廃ビルに向かい爆発に巻き込まれ死亡。

### ゲスト
第1作（2014年）
- 三輪靖子（清友大学医学部附属病院 医師） - 馬渕英俚可
- 渡辺（帝東大学 事務員） - 小松和重
- 阿南宏哉（12年前の殺人犯・留置場で自殺） - 木下ほうか
- 尾崎一寿（勇名党 代議士） - 小林勝也
- 進藤博満（清友大学医学部附属病院 外科教授） - 堀内正美
- 棟平耕造（棟平建設 社長） - 外山誠二
- 嘉山孝（清友大学医学部附属病院 外科准教授） - 野村宏伸
- 尾崎の秘書 - 菅原卓磨
- 上松久利（清友大学医学部附属病院 外科准教授） - 中脇樹人
- 清友大学医学部附属病院 医師 - 康喜弼、小田竜世、隼尻裕也
- 菊池忠彦（清友大学医学部附属病院 入院患者） - 藤原光博
- 猪俣（帝東大学 学生） - 大内田悠平
- 清友大学医学部附属病院 看護師 - うえきみゆ、杵鞭麻衣、佑希梨奈
- 山口（棟平の秘書） - 後藤祐里
- 荒井利之（製薬会社MR・去年火災で死亡） - 小橋川よしと
- 科学研究所研究員 - 諌山幸治
- 刑事 - 大坪貴史
- チアリーダー - 古賀美羽
- 金木（優太の母） - 山本裕子
- 金木優太（清友大学医学部附属病院でみのりとぶつかった子供） - 高橋曽良
- 佐伯敬子（清友大学医学部附属病院 薬剤師） - 池津祥子
- 波多野裕子（警視庁副総監） - 萬田久子

第2作（2015年）
- 榎本敦史（NPO法人「セーブ・プア」代表） - 梨本謙次郎
- 柏木幸子（青南大学 学生・3年前死亡） - 中村有沙
- 宮城春樹（NPO法人「セーブ・プア」副代表） - 松永博史
- 前田里美（障害者支援団体「添え木」代表） - 星ようこ
- 篠田健児（詐欺師・ふたば学園 出身） - 永岡佑
- 葛西崇史（詐欺師・ふたば学園 出身） - 寿大聡
- 成海さゆり（障害者支援団体「添え木」スタッフ） - 瀬戸さおり
- 冒頭のカップル - 礼保、小松美咲
- 吉瀬孝雄（幸子の元バイト先の喫茶店店主） - 西沢仁太
- 島野（刑事・5年前殉職） - 遠藤かおる
- 磯山早紀（障害者支援団体「添え木」副代表） - 真下有紀
- 立木広明（幸子の元恋人・スーパー店員） - 宮島朋宏
- 三倉洋平（路上生活者・元刑事） - 本田博太郎
- 井川玲子（詐欺被害者の会 代表兼心理カウンセラー） - 田中美奈子
- 辻本（5年前 島野を射殺した直後に三倉に射殺された男） - 三又又三
- 路上生活者 - 岸哲生、椎名泰三、田口主将、古川慎
- 詐欺被害者の会 事務員 - 青木愛
- 佐藤さなえ（児童養護施設「ふたば学園」園長） - 根岸季衣

## スタッフ
- 脚本 - 山岡潤平
- 監督 - 本田隆一
- 心理学監修 - 越智啓太
- 技術協力 - バスク
- 美術協力 - テレビ朝日クリエイト
- プロデューサー - 飯田新（朝日放送）、森川真行（FINE）、石塚清和（FINE / 第1作）、渡邉義行（FINE）
- 制作 - 朝日放送、FINE

## 放送日程
| 話数 | 放送日        | サブタイトル | 脚本     | 監督     |
| ---- | ------------- | --- | -------- | -------- |
| 1    | 2014年2月15日 | 喉を焼く連続殺人！白い巨塔に仕組まれた心理トリックの罠！ 死者のとる謎のポーズ!? 心を操る学者&ドジ亀刑事新コンビ誕生 | 山岡潤平 | 本田隆一 |
| 2    | 2015年7月11日 | 心を自在に操る学者VS謎の連続餓死殺人！ 犯罪者を養成する仮面家族の正体!? 美人刑事を襲う警官殺しの呪縛！              | 山岡潤平 | 本田隆一 |